# Dark Skies : L'Impossible Vérité
Pour l’article homonyme, voir Dark Skies.
Dark Skies : L'Impossible Vérité (Dark Skies) est une série télévisée américaine en 20 épisodes de 45 minutes, créée par Bryce Zabel et Brent Friedman et diffusée entre le 21 septembre 1996 et le 31 mai 1997 sur le réseau NBC.
En France, la série a été diffusée à partir du 17 octobre 1997 sur Série Club en prime time puis dans La Trilogie du Samedi sur M6 et rediffusée à partir du 3 mars 2006 sur Sci Fi et à partir du 5 mars 2007 sur France 4.

## Synopsis
Dans les années 1960, Kimberly Sayers et John Loengard emménagent à Washington pour le travail de John comme assistant parlementaire. Il enquête sur une administration, Majestic (voir Majestic 12 pour un possible parallèle), et découvre que celle-ci lutte contre une invasion d'extraterrestres qui prennent possession de corps humains.
John et Kim s'engagent dans le combat contre les envahisseurs, tout en essayant de rester à distance des agents de Majestic.

### Accroche d'ouverture
« Je m'appelle John Loengard. J'enregistre ce message parce que nous serons peut-être morts demain. Ils sont là, ils sont hostiles et des gens puissants nous cachent leur existence. L'histoire telle que nous la connaissons n'est qu'un mensonge... »

## Distribution
- Eric Close (VF : Guillaume Lebon) : John Loengard
- Megan Ward (VF : Marine Jolivet) : Kimberly Sayers
- Jeri Ryan (VF : Véronique Augereau) : Juliet Stewart
- Tim Kelleher (VF : Luc Boulad) : Jim Steele
- Conor O'Farrell (VF : Régis Lang) : Phil Albano
- J. T. Walsh (VF : William Sabatier) : Frank Bach

## Fiche technique
- Producteurs : Brad Markowitz, Bruce M. Kerner
- Coproducteurs : Mark R. Schilz, Bernie Laramie
- Producteur associé : Robert Parigi
- Producteurs exécutifs : James D. Parriott, Bryce Zabel, Joseph Stern
- Producteurs superviseurs : Brent V. Friedman, Steve Beers, Steven Aspis
- Maison de production : Bryce Zabel Productions
- Studio : Columbia Pictures Television
- Durée : 60 minutes
- Audio : Anglais Dolby
- Couleur : Technicolor
- Ratio : 1.33:1 Plein écran
- Caméra : Panavision
- Scénaristes : Brent V. Friedman - Bryce Zabel - Brad Markowitz - Melissa Rosenberg - James D. Parriott - Steven Aspis - Javier Grillo-Marxuach - Gay Walch - David Black
- Réalisateurs : Tobe Hooper - Perry Lang - Thomas J. Wright - James A. Contner - Lou Antonio - Oscar L. Costo - Rodman Flender - Tucker Gates - Winrich Kolbe - Matthew Penn - Steve Beers - Jim Charleston - Michael Levine - Stephen L. Posey - David Jackson - Ken Topolsky
- Musique : Michael Hoenig
- Photographie : Steve Yaconelli - Bill Butler - David L. Parrish
- Montage : James Coblentz - Troy Takaki - Lou Angelo - Andrew Cohen - Brian Q. Kelley
- Distribution : Eric Dawson - Judith Holstra - Carol Kritzer - Robert J. Ulrich
- Création des décors : Gregory Melton - Curtis A. Schnell
- Création des costumes : Darryl Levine
- Effets spéciaux visuels : Area 51
- Effets spéciaux de maquillage : Todd Masters Company

## Épisodes
1. Le Réveil : 1re partie (The Awakening: Part 1)
2. Le Réveil : 2e partie (The Awakening: Part 2)
3. L'Ultimatum (Moving Targets)
4. Les Ailes de minuit (Mercury Rising)
5. Autodestruction (Dark Days Night)
6. Nom de code : Dreamland (Dreamland)
7. Inhumain (Inhuman Nature)
8. Futur antérieur (Ancient Future)
9. Ennemis rapprochés (Hostile Convergence)
10. Nous vaincrons (We Shall Overcome)
11. La Dernière Vague (The Last Wave)
12. L'Ennemi de l'intérieur (The Enemy Within)
13. Omission (The Warren Omission)
14. Le Lapin blanc (White Rabbit)
15. Appel vers l'ailleurs (Shades of Gray)
16. Les Tours de Watts (Burn, Baby, Burn)
17. À chacun sa guerre (Both Sides Now)
18. La Proie des ténèbres (To Prey in Darkness)
19. Inconnus dans la nuit (Strangers In the Night)
20. La Voix du sang (Bloodlines)

## Distinction
- Nommé au Emmy Award 1997 : meilleur générique de série pour Michael Hoenig

## Commentaires
- Petite sœur des Envahisseurs, cette série fantastique joue avec la théorie du complot : les scénaristes ont placé le complot extraterrestre derrière chaque grand événement des années 1960 : l'assassinat du président Kennedy, le concert des Beatles à New York, etc. Les créateurs ont prévu que la série pourrait durer cinq saisons (une par décennie) et se serait achevée en l'an 2000.

## DVD (France)
- L'intégralité des épisodes est sortie le 1er juillet 2013 dans un coffret 5 disques chez l'éditeur vidéo Antartic[2]. Aucun supplément sur la production. Le ratio d'image est plein écran d'origine uniquement dans sa version française.